# Allégorie (di Cosimo)
Allégorie – en italien, Allegoria della Castità – est un tableau réalisé vers 1500 par le peintre italien Piero di Cosimo. Cette huile sur panneau est une allégorie de la Chasteté, ici représentée comme une jeune femme ailée apprivoisant un étalon qui se cabre, sur un îlot devant lequel nage une sirène. Reçue en don en 1939, l'œuvre est conservée à la National Gallery of Art, à Washington, aux États-Unis.